# 宫崎学园短期大学
宫崎学园短期大学（日语：／ Miyazaki Gakuen Tanki Daigaku *），简称宫短，是一所位于日本宫崎县宫崎市清武町的私立短期大学。

## 概要

### 简介
- 短期大学为于1965年开办[1][2]、由学校法人宫崎学园经营[3]。为男女同校从2008年[2]。

### 历史
- 1965年 宫崎女子短期大学成立并同时设置一个学科即保育科[2]。
- 1966年 日文科成立[注 1][注 2][2]。
- 1967年 初等教育科成立[2]。
- 1970年 音乐科成立[2]。
- 1986年 英语科成立[注 1][注 3][2]。
- 2008年 改校名为宫崎学园短期大学。开始招收男学生[2]。

### 宪章
- 请参看宫崎学园短期大学的标志（页面存档备份，存于） （日語） 2014年6月1日阅览。

## 学校环境
- 校区：在宫崎县宫崎市清武町

## 历任校长
- 绫哲一：第一代短期大学校长[4]。
- 山下忍：现在短期大学校长[5]

## 组织

### 学科
- 现代商务科
- 保育科
- 初等教育科
- 音乐科

### 前学科
| - 日文科 - 英语科 |

### 专科
| - 福利专攻 - 音乐疗法专攻 |

### 业余课程
| - 没有 |

### 附属学校
- 附属みどり幼稚园[6]
- 附属清武みどり幼稚园[7]

### 附属机关
| - 儿童音乐教育中心 - 日本短期大学列表 - 宫崎学园短期大学（页面存档备份，存于）（日語）2014年6月1日阅览。 1. 2. 3. 4. 5. 6. 7. 8. 1. 2. 3. |